# Rogen (jezero)
Rogen (švédsky a norsky) nebo Rovje (jihosámsky) je jezero na hranici Švédska a Norska. Jezero se většinou své rozlohy nachází v obci Härjedalen v kraji Jämtland ve Švédsku. Malá část jezera překračuje norskou hranici v obcích Røros (v kraji Trøndelag) a Engerdal (v kraji Innlandet). Z jezera o rozloze 35,12 km² odtéká nejdelší švédská řeka Klarälven.
Na švédské straně hranice je kolem jezera soustředěna přírodní rezervace Rogen. V Norsku leží v národním parku Femundsmarka. Na západ od Rogenu leží jezera Nedre Roasten a Femunden.